# 韦尔迪尼
韦尔迪尼（法語：Verdigny，法語發音：[vɛʁdiɲi]）是法国谢尔省的一个市镇，属于布尔日区。

## 地理
韦尔迪尼（47°20'49"N, 2°48'30"E）面积4.99 平方千米，位于法国中央-卢瓦尔河谷大区谢尔省，该省份为法国中部省份，北起卢瓦雷省，西接卢瓦-谢尔省和安德尔省，南至克勒兹省，东南接阿列省，东临涅夫勒省。
与韦尔迪尼接壤的市镇（或旧市镇、城区）包括：梅讷图拉泰勒、圣萨蒂尔、桑塞尔、叙里昂沃。

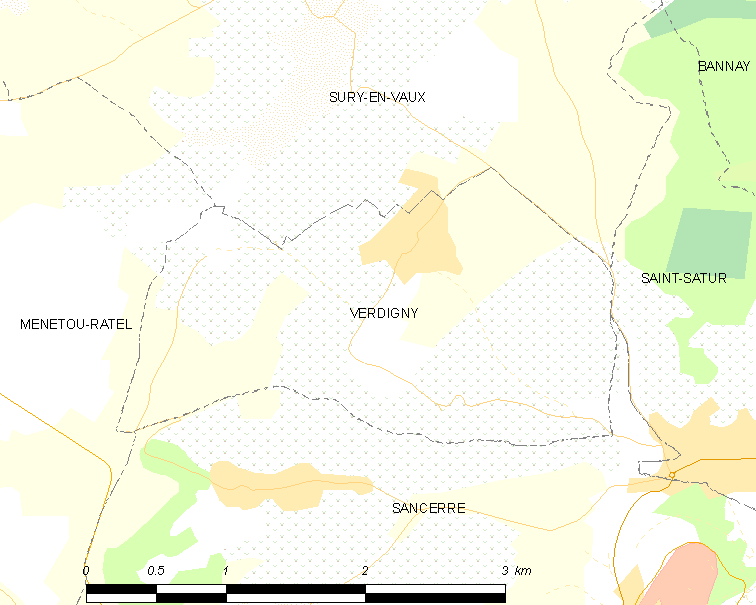
韦尔迪尼的OSM定位图

韦尔迪尼的时区为UTC+01:00、UTC+02:00（夏令时）。

## 行政
韦尔迪尼的邮政编码为18300，INSEE市镇编码为18274。

## 政治
韦尔迪尼所属的省级选区为桑塞尔县。

## 人口

1962-2008年间韦尔迪尼人口变化图示

韦尔迪尼于2022年1月1日时的人口数量为318人。